# Kiss Ilona (grafikus)
Kiss Ilona (Budapest, 1955. június 11. –) Munkácsy Mihály-díjas magyar grafikus, könyvtervező, könyvművész.

## Életpályája
1974 és 1979 között a  Magyar Iparművészeti Főiskola hallgatója volt, a typo-grafikai tanszék, könyvművészeti szakán. Mesterei Kass János, Haiman György, Ernyei Sándor és Finta József voltak. A főiskola befejezése óta szabadfoglalkozású grafikusként dolgozik.

## Díjai, elismerései
- 1979: Gyermekkönyv-kiállítás, Miskolc, különdíj
- 1985–1987: Stúdió-ösztöndíjak
- 1990: Spanyol ösztöndíj, Centre d’art la Rectoria, Saint Père de Vilamajor
- 1993: Nemzetközi Plakátpályázat, Európa Tanács különdíja
- 1994: francia állami  ösztöndíj
- 1996: Frankfurt város művészeti ösztöndíja
- 1997: Novosadski Sajam-díj, Újvidék
- 1999: Papírművészeti kiállítás, a Vaszary Képtár és a Somogyi Művészek Egyesületének közös díja, Vaszary Képtár, Kaposvár
- 2001: Fény és Árnyék című kiállítás, Nemzeti Kulturális Örökség Minisztériuma díja, Kecskeméti Képtár, Kecskemét
- 2001: XXXI. Szegedi Nyári Tárlat, Szeged Megyei Jogú Város díja, Móra Ferenc Múzeum Képtára, Szeged
- 2003: Kortárs költészet, kortárs grafika, Petőfi Irodalmi Múzeum díja, Petőfi Irodalmi Múzeum, Budapest
- 2008: Munkácsy Mihály-díj
- 2009: Petőfi Szülőház és Múzeum díja
- 2015: Petőfi Szülőház és Múzeum nagydíja
- 2016: MÚOSZ – Németh Aladár iparművészeti díja

## Egyéni kiállításai
- 1985 • Ferencvárosi Pincetárlat, Budapest
- 1987 • A menedzser, AVL Intézet, Neuhaus (Ausztria)
- 1989 • Fészek Klub, Budapest • Herman Ottó Terem
- 1990 • Erste Bank, Bécs • Hotel Sopron, Sopron • Kisgaléria, Pécs
- 1992 • La Grange de Dorigny, Université de Lausanne, Paris-Jardin, Draivel (F)
- 1993 • Maholnap, Újpesti Galéria, Budapest
- 1994 • Galerie Vision, Kassel
- 1995 • Budapesti vakáció, Francia Intézet, Budapest • Promenade, Ösztöndíj-beszámoló, Országos Széchenyi Könyvtár, Budapest • M. de Carouge, Genf • Könyvtárgyak, Impala Ház, Szeged • Art East Galéria, Balatonfüred • VMK, Zalaegerszeg
- 1996 • Ösztöndíj-beszámoló, műterem, Frankfurt • Grilleges, Magyar Intézet, Párizs [Eva Wellesszel] • Látható költészet, Galerie LITkom, Köln • Könyvtárgyak, Galerie Brumme, Frankfurt am Main • Társalgó Galéria, Budapest
- 1997 • Apácahímzések, Szent István-bazilika • Pelikán Terem, Székesfehérvár
- 1998 • Hommage à Bitzan, Magyar Intézet, Bukarest • Könyvsimogató, Symposion Társaság • Hajózni muszáj!, OTP Bank Galéria, Budapest
- 2000 • Pannónia dicsérete, Miskolci Galéria, Miskolc

## Részvétele csoportos kiállításokon (válogatás)
- 1977 • Nemzetközi Könyv- és Plakátkiállítás (IBA), Lipcse
- 1978-1980 • Nemzetközi Grafikai Biennálé, Brünn
- 1978, 1980, 1984, 1988, 1990, 1992, 1994 • Országos Alkalmazott/Terv. Grafikai Biennálé, Békéscsaba
- 1979 • Gyermekkönyv-kiállítás, Miskolc
- 1981 • Nemzetközi könyvkiállítás (BIB), Pozsony
- 1982 • Hagyomány II.
- 1989 • Erdély, Munkásmozgalmi Múzeum • Nemzetközi Plakátkiállítás, Mons
- 1991 • La Création en Europe, CNIT, Párizs • 2. Nemzetközi Minta Triennále, Ernst Múzeum, Budapest
- 1992 • Medium-paper, Nemzetközi papírművészeti kiállítás, Szépművészet Múzeum, Budapest
- 1992-1993 • Salon des Independants, Grand Palais, Párizs
- 1993 • Könyvtárgyak, Nemzetközi művészkönyv-kiállítás, Országos Széchenyi Könyvtár, Budapest
- 1994 • II. Nemzetközi művészkönyv kiállítás, Szent István Király Múzeum, Székesfehérvár
- 1995 • Livres a mediter, Galerie Pont-Neuf, Párizs
- 1996 • Nemzetközi Művészkönyv Kiállítás Moholy-Nagy László emlékére, Vigadó Galéria, Budapest
- 1997 • Novosadski Sajam, Újvidék (Novi Sad, YU) • Frankfurti Könyvvásár
- 1998 • Zene szemeinknek. MATÁV-pályázat, Pécsi Galéria, Pécs • Városi Múzeum, Győr • Miskolci Galéria, Miskolc • Debrecen • Budapest

## Művei közgyűjteményekben
- Bayerische Staatsbibliothek, München
- M. de Carouge, Genf, városi gyűjtemény
- Francia Intézet, Budapest, Budapest
- Frankfurt am Main, városi gyűjtemény
- Gutenberg Museum, Mainz
- Szent István Király Múzeum, Székesfehérvár
- Iparművészeti Múzeum, Budapest
- Klingspor M. Offenbach/Main
- Magyar Nemzeti Galéria, Budapest
- Modern Múzeum, Hajdúszoboszló
- Xantus János Múzeum, Győr
- Zenetörténeti Múzeum, Budapest